# Гротерия
Гротерѝя (на италиански: Grotteria) е малко градче и община в Южна Италия, провинция Реджо Калабрия, регион Калабрия. Разположено е на 317 m надморска височина. Населението на общината е 3223 души (към 2012 г.).